# Distretto di Mogod
Il distretto di Mogod è uno dei sedici distretti (sum) in cui è suddivisa la provincia di Bulgan, in Mongolia. Conta una popolazione di 2.738 abitanti (censimento 2009). 